# Barrage de Söğüt
Pour les articles homonymes, voir Söğüt.
Le barrage de Söğüt est un barrage de Turquie sur une petite rivière, affluent du Porsuk Çayı. Le barrage est proche d'un village nommé Söğüt (tr) dans le district et la province de Kütahya

## Sources
- (en) www.dsi.gov.tr/tricold/sogut.htm Site de l'agence gouvernementale turque des travaux hydrauliques